# HD 114793
HD 114793，又名BD+19 2648，SAO 100461、HR 4987，是一颗恒星，视星等为6.53，位于銀經334.19，銀緯80.31，其B1900.0坐标为赤經13h 7m 42.9s，赤緯+19° 80.31′ 57″。

## 特性
- 光谱分类：G8III
- U−B 色指数：
- B−V色指数：0.88

## 自行 (μ)
- 赤经：-20 mas/yr
- 赤纬：- mas/yr

## 其它命名
BD+19 2648，SAO 100461，HD 114793，HR 4987 